# Wakefield Poole
Pour les articles homonymes, voir Poole (homonymie).
Wakefield Poole (24 février 1936 - 27 octobre 2021) est un danseur classique, chorégraphe et réalisateur américain de films pornographiques homosexuels.

## Biographie
Il intègre les Ballets russes de Monte-Carlo en 1957. Il devient ensuite chorégraphe, puis metteur en scène à Broadway et pour la télévision. Dans les années 1960, il est marié à une danseuse de Broadway.
À la fin des années 1960, il rencontre Peter Schneckenburger, avec qui il se met en ménage. Après quelques courts métrages, il réalise son premier film pornographique gay expérimental en 1971, avec son compagnon comme acteur sous le nom de Peter Fisk. Il réalise plusieurs autres films pornographiques. Il arrête dans les années 1980 à cause de l'épidémie de sida.
En 2000, il publie son autobiographie, Dirty Poole. Ce livre sert d'inspiration à un documentaire de Jim Tushinski sur le réalisateur, intitulé  I Always Said Yes: The Many Lives of Wakefield Poole (2013).

## Œuvres

### Filmographie
- 1971 : Boys in the Sand, avec Casey Donovan, Peter Fisk
- 1972 : Bijou, avec Bill Harrison, Peter Fisk
- 1973 : Wakefield Poole's Bible, avec Georgina Spelvin
- 1974 : Moving!, avec Casey Donovan, Peter Fisk
- 1977 : Take One
- 1981 : Hot Shots
- 1984 : The Hustlers
- 1984 : Split Image
- 1984 : Boys in the Sand II
- 1985 : One, Two, Three

### Livres
- Dirty Poole, Alyson Publications, 2000 ; réédition Lethe Press, 2011. Autobiographie